# Petrovo Selo, Kladovo
Petrovo Selo (izvirno srbsko Петрово Село) je naselje v Srbiji, ki upravno spada pod Občino Kladovo; slednja pa je del Borskega upravnega okraja.

## Demografija
V naselju živi 120 polnoletnih prebivalcev, pri čemer je njihova povprečna starost 52,7 let (51,3 pri moških in 54,3 pri ženskah). Naselje ima 56 gospodinjstev, pri čemer je povprečno število članov na gospodinjstvo 2,30.
Prebivalstvo je večinoma nehomogeno, a v času zadnjih treh popisov je opazno zmanjšanje števila prebivalcev.
|  |

| Demografija | Demografija     | Demografija     |
| Leto        | Št. prebivalcev | Št. prebivalcev |
| ----------- | --------------- | --------------- |
|             |                 |                 |
|             |                 |                 |
|             |                 |                 |
|             |                 |                 |
| 1948        | 1222            |                 |
| 1953        | 1209            |                 |
| 1961        | 1144            |                 |
| 1971        | 589             |                 |
| 1981        | 376             |                 |
| 1991        | 224             | 220             |
| 2002        | 132             | 129             |
|             |                 |                 |

| Etnična sestava po popisu iz leta 2002 | Etnična sestava po popisu iz leta 2002 | Etnična sestava po popisu iz leta 2002 | Etnična sestava po popisu iz leta 2002 | Etnična sestava po popisu iz leta 2002 |
| -------------------------------------- | -------------------------------------- | -------------------------------------- | -------------------------------------- | -------------------------------------- |
| Srbi                                   | Srbi                                   |                                        | 82                                     | 63,56%                                 |
| Črnogorci                              | Črnogorci                              |                                        | 45                                     | 34,88%                                 |
| Romuni                                 | Romuni                                 |                                        | 1                                      | 0,77%                                  |
| Jugoslovani                            | Jugoslovani                            |                                        | 1                                      | 0,77%                                  |
| Neznano                                | Neznano                                |                                        | 0                                      | 0,0%                                   |